# Hiiumaa-museum
Het Hiiumaa-museums is een organisatie in Estse provincie Hiiumaa die 5 musea beheert.

## Musea
- Pikk Maja, de hoofdlocatie in Kärdla, de hoofdstad van Hiiumaa
- Kassari-museum, een streekmuseum in de gemeente Kassari
- Mihkli boerderijmuseum, een museum in een 19e-eeuwse boerderij
- Rudolf Tobias-huismuseum, de museumwoning van componist Rudolf Tobias
- Tahkuna-vuurtoren, een oude vuurtoren op het schiereiland van Tahkuna